# Малая Польша
Малая Польша, Малопольша (пол. Małopolska, Mało-Polska) — историческая область на юго-востоке и юге современной Польши. Её столицей и крупнейшим городом является Краков. На протяжении веков на территории Малой Польши развивалась своя культура с разнообразной архитектурой, народными костюмами, танцами, кухней, традициями и обособленным малопольским диалектом. В регионе находятся исторические и природные достопримечательности, памятники архитектуры, замки, включая объекты всемирного наследия ЮНЕСКО.
Современное Малопольское воеводство не совпадает в границах с исторической Малой Польшей, охватывая лишь её юго-западную часть и составляя лишь её малую часть. Малая Польша простиралась от Бельско-Бялы на юго-западе до Седльце на северо-востоке и состояла в Польском королевстве из трёх воеводств: Краковского, Сандомирского и Люблинского.
Площадь Малой Польши составляла почти 60 000 км², а население — около 9 000 000 жителей. Ландшафт области, расположенной в бассейне верхней Вислы, преимущественно холмистый, с горами Карпаты и Татры на юге. В исторические времена Малая Польша отличалась своей могущественной аристократией (magnateria) и богатым дворянством (szlachta).
С XIV по XVIII век Малопольская провинция Польской короны также включала в себя исторический регион Червонная Русь. В эпоху разделов Речи Посполитой южная часть Малой Польши стала называться Галицией и находилась под австрийским контролем до тех пор, пока Польша не восстановила свою независимость в 1918 году. В результате этого длительного разделения многие жители северной части Малой Польши (в том числе в таких городах, как Люблин, Радом, Кельце и Ченстохова) перестали признавать свою малопольскую идентичность. Однако, несмотря на то, что Люблинское (Lubelskie) воеводство было объявлено отдельным воеводством ещё в 1474 году, на его территории всё ещё проживают носители малопольского диалекта.
На протяжении всей истории Малой Польши её населяли многочисленные этнические и религиозные меньшинства, чему способствовало бегство сюда от преследований из других областей или стран. Терпимая политика Польши по отношению к этим меньшинствам позволяла им процветать и формировать свои отдельные самоуправляющиеся общины. Некоторые меньшинства всё ещё остаются, но находятся на грани исчезновения, в первую очередь к ним относятся вилямовяне, лемки и другие. Когда-то они включали в себя польских евреев и глухонемцев.
Название лат. Polonia Minor впервые встречается в 1411 году. В 877 год—907 годах Малая Польша входила в состав Великой Моравии. В 1314 году Владислав I Локетек объединил территории Малой и Великой Польши. В состав Малопольской провинции помимо собственно самой Малой Польши, в 1569 год—1795 годах, входила также часть территории современной Украины, ранее древней Руси.

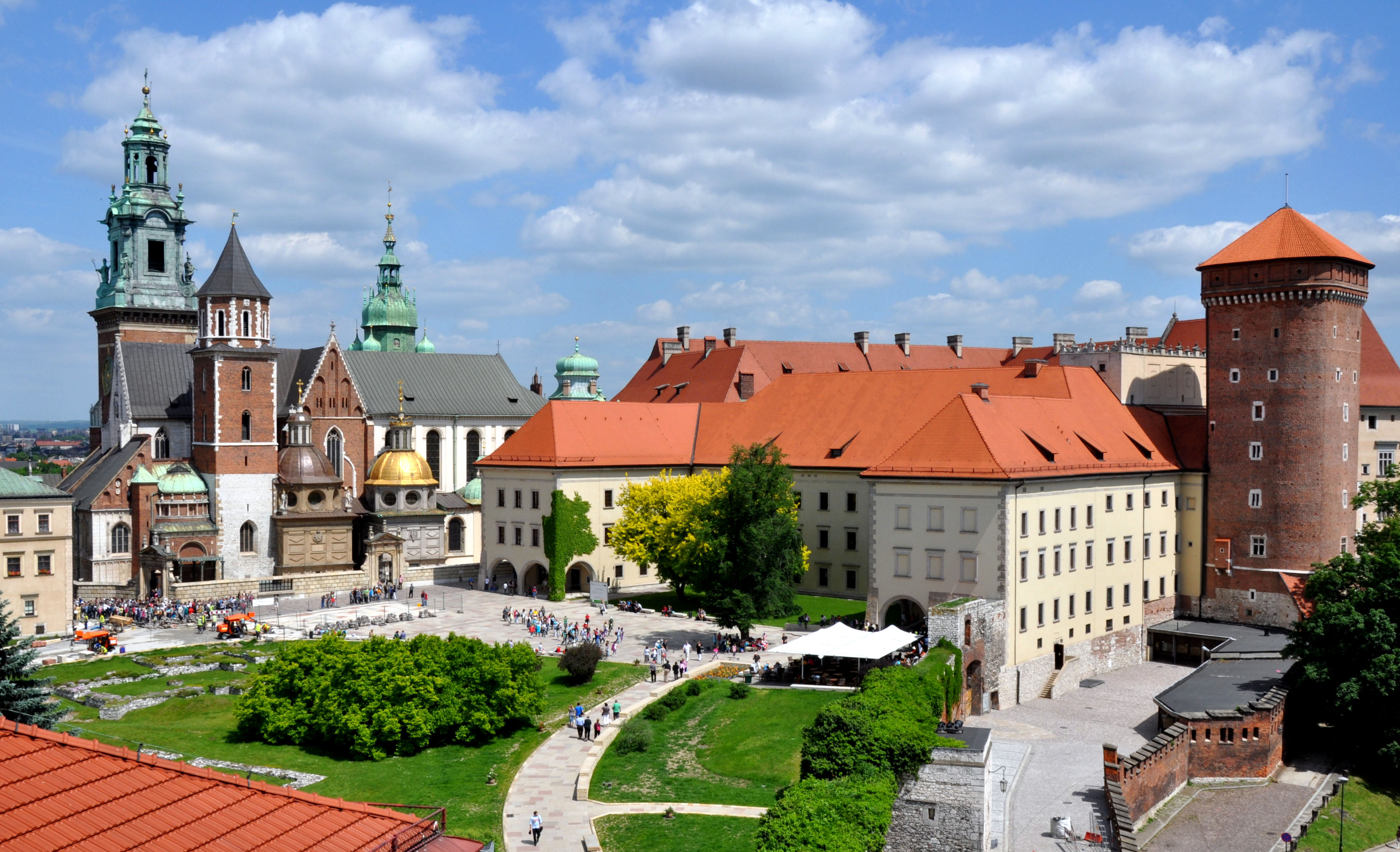
Королевский замок на Вавеле в Кракове
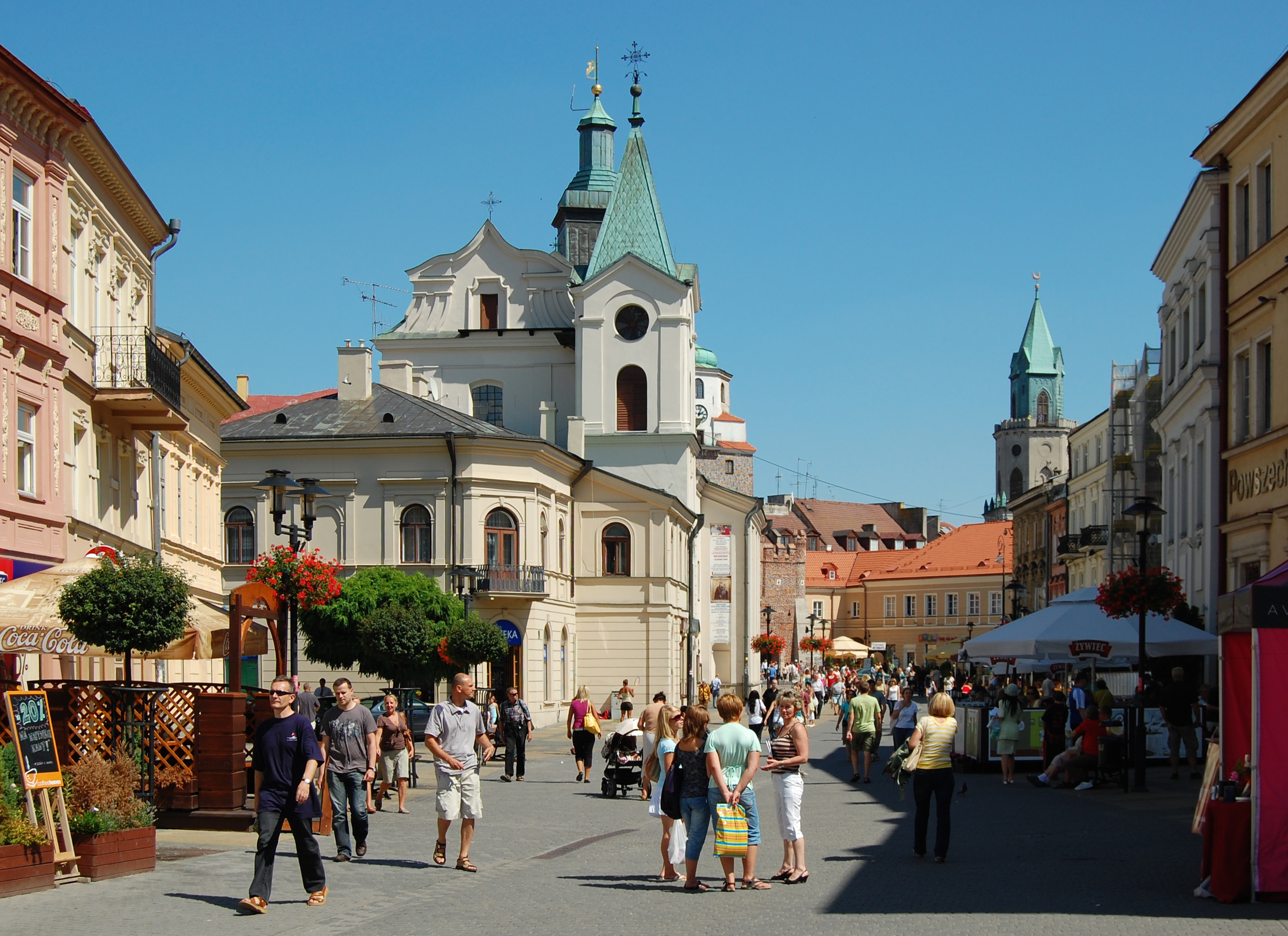
Старый город Люблина
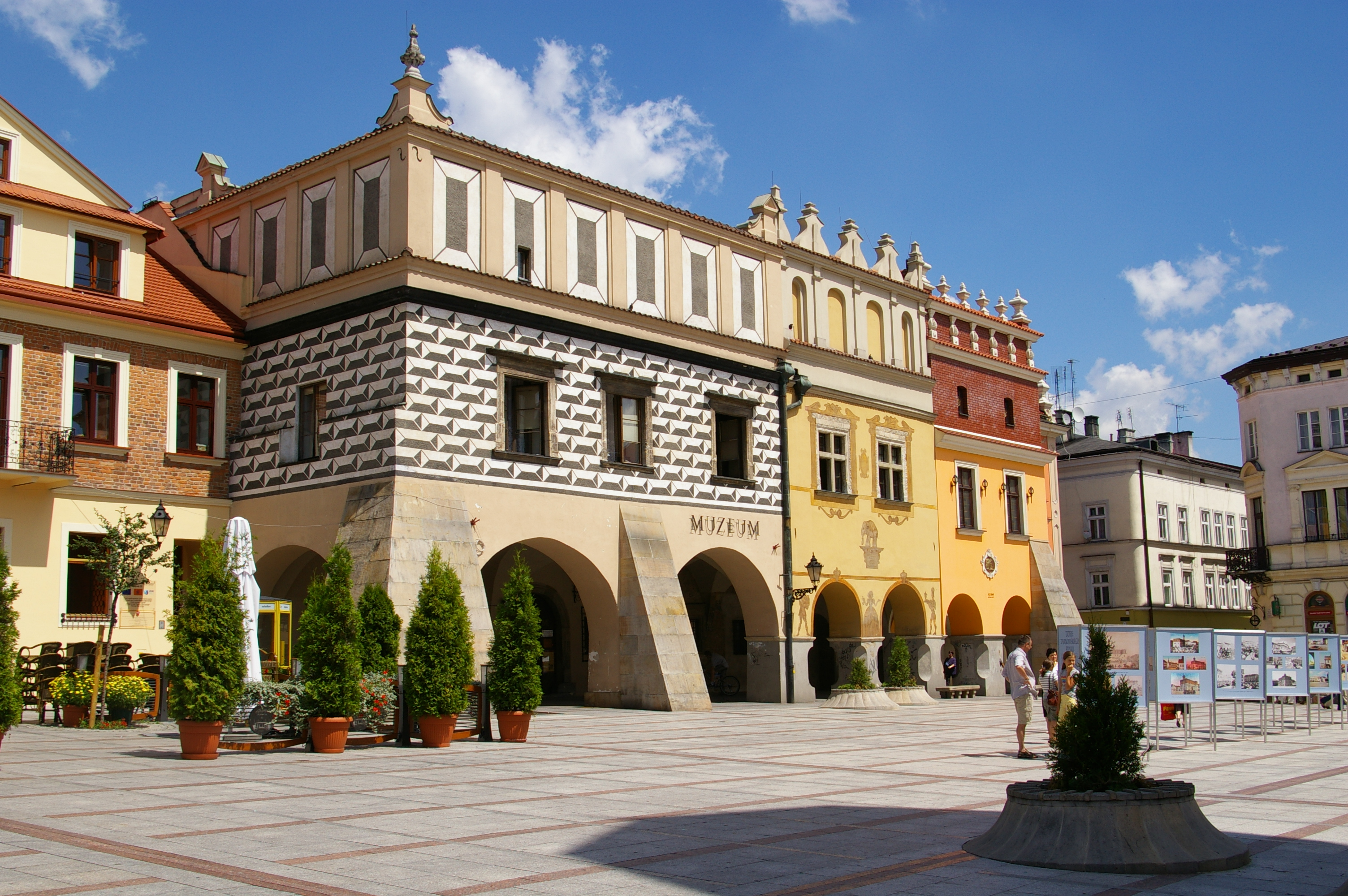
Маньеристская архитектура в Тарнуве
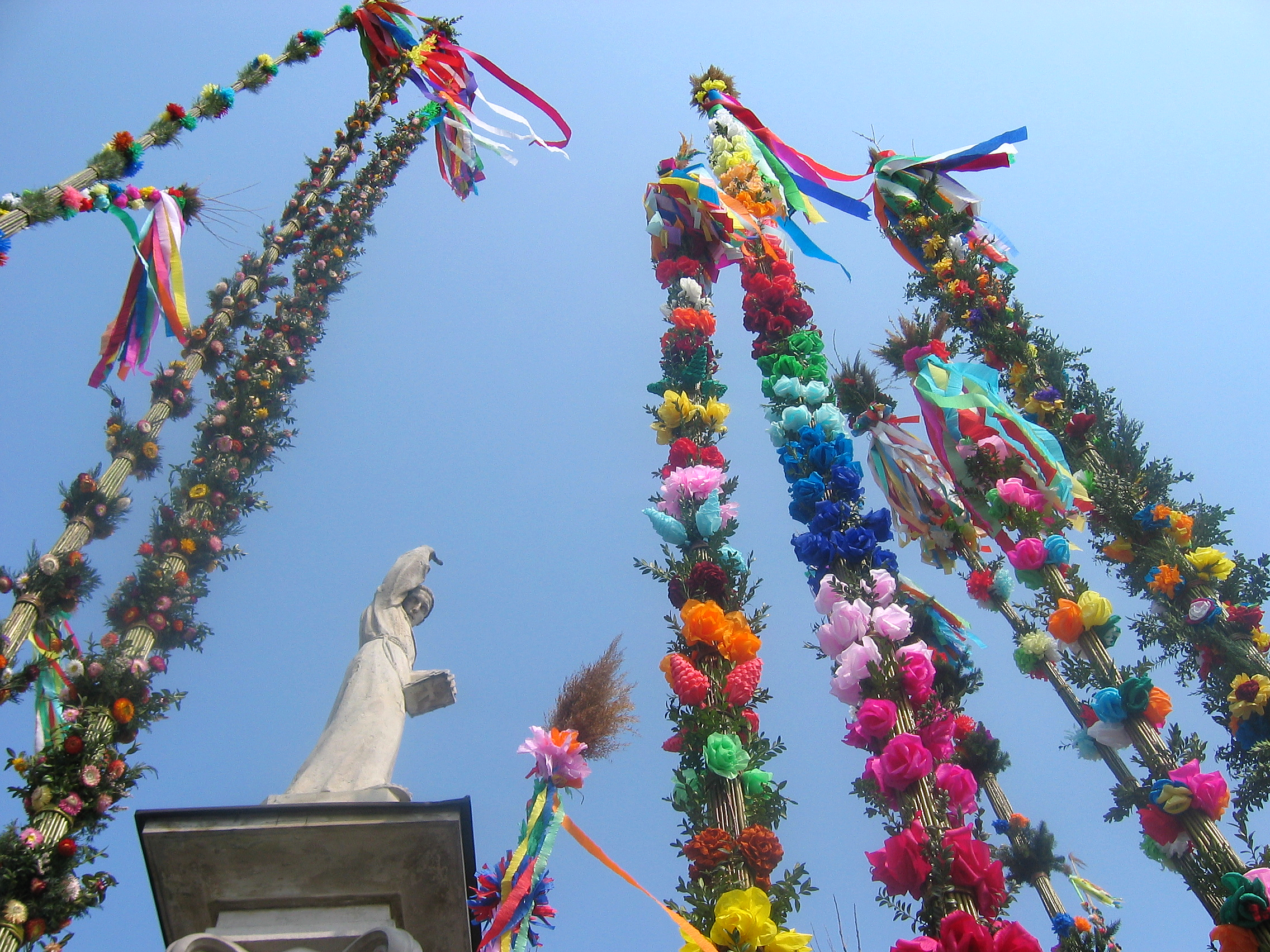
Вербное воскресенье в Липница-Муроване

## География и границы

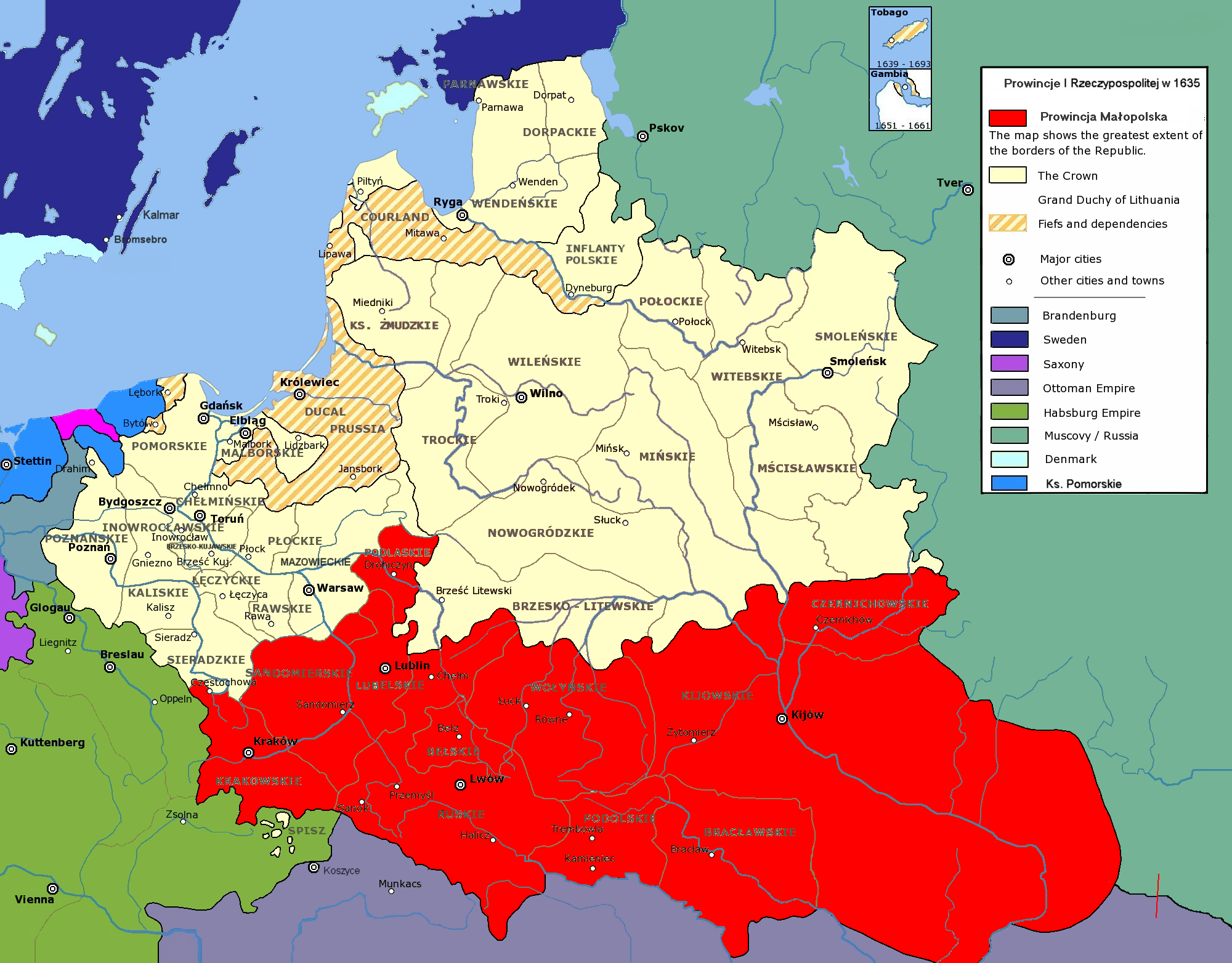
Малопольская провинция (красная) в составе Речи Посполитой в 1569 год—1667 годах

Малая Польша расположена в районе верховьев реки Вислы и охватывает территорию большой возвышенности, включая Свентокшиские горы с Краковско-Ченстоховской возвышенностью на западе, Малопольскую возвышенность, Сандомирскую низменность и Люблинскую возвышенность. В отличие от других исторических областей страны, таких как Куявия, Мазовия, Подляшье, Померания или Великая Польша, Малая Польша преимущественно холмистая, на её территории находится высшая точка Польши — гора Рысы. Равнинными являются северные и центральные районы Малой Польши — вокруг Тарнобжега, Сталёва-Воли, Радома и Седльце, а также долины главных рек — Вислы, Пилицы и Сана. Кроме Рысы в области есть ещё несколько горных вершин — Пильско, Бабя-Гура, Турбач, а также Лысица в Свентокшиских горах. Южную часть Малой Польши занимают Карпатские горы, состоящие из небольших хребтов, таких как Пенины, Татры и Бескиды.

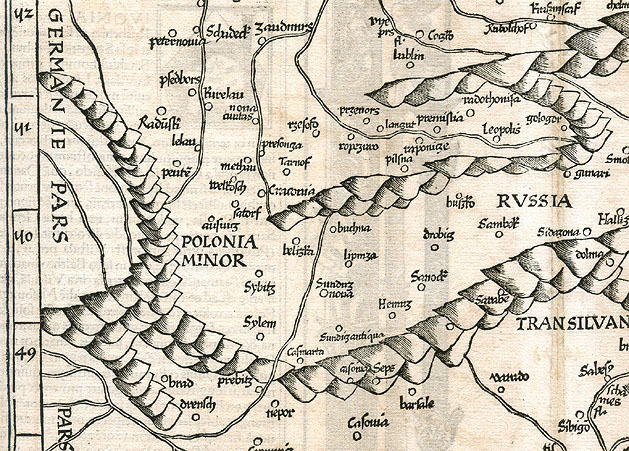
Карта Малой Польши и Червонной Руси Мартина Вальдземюллера 1507 года

Почти вся Малая Польша расположена в бассейне Вислы, за исключением западной и южной частей, относящихся к бассейнам Одры и Дуная. Основными реками области являются Висла, верхняя Варта, Сола, Скава, Раба, Дунаец, Вислок, Вислока, Сан, Вепш, Пшемша, Нида, Каменна, Радомка и Пилица. К основным озёрам Малой Польши относятся Рожнув, Чхув, Добчице, Чорштынское озеро, Чанец, Мендзыбродзе, Климкувка и Живецке. Большинство из них представляют собой искусственные водоёмы.